# Lista de ex-empregados da Impact Wrestling (A–C)
A Total Nonstop Action Wrestling (TNA) é uma promoção de wrestling profissional localizada em Nashville, Tennessee. Ex-empregados da TNA incluem lutadores, managers, comentaristas, locutores, repórteres, árbitros, treinadores, roteiristas, executivos e diretores.
Os empregados recebem contratos de desenvolvimentos a décadas. Eles aparecem em programas de televisão da TNA, pay-per-views e eventos ao vivo. Outros também lutaram no antigo território de desenvolvimento da empresa, a Ohio Valley Wrestling (OVW). Aqueles que realizaram aparições sem contratos e aqueles que foram demitidos mas estão empregados hoje não foram incluídos.

## Ex-empregados

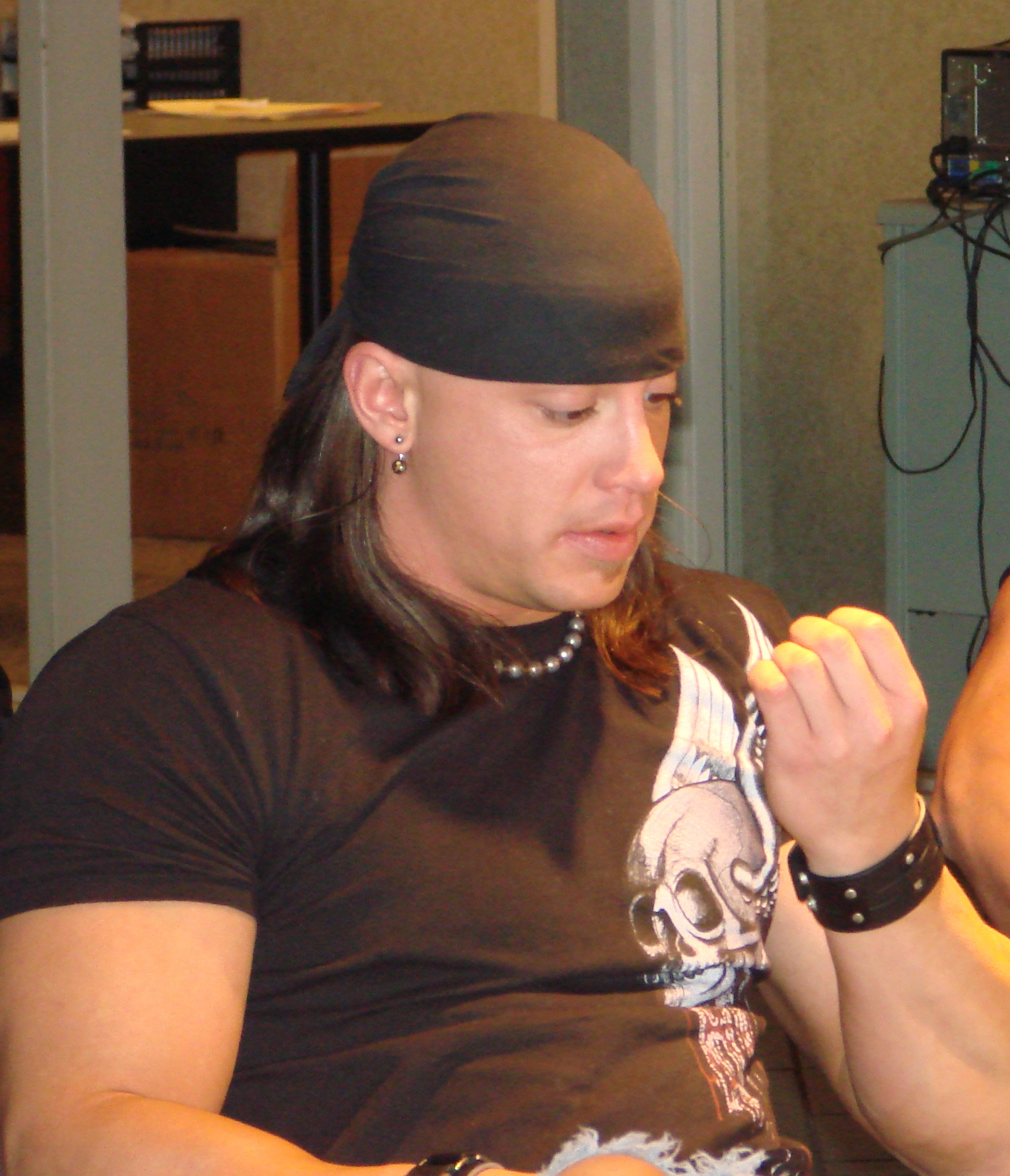
Andy Douglas

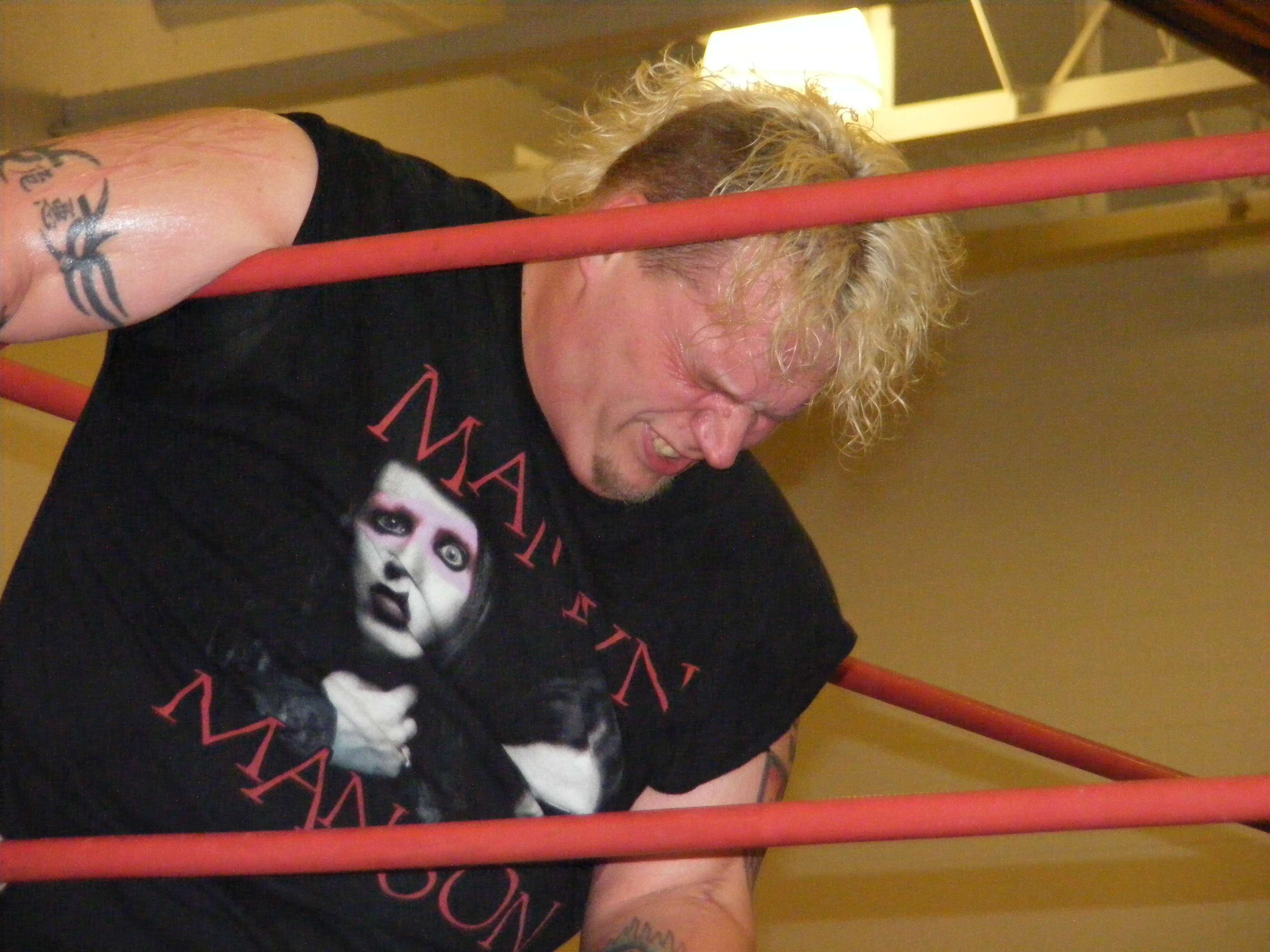
Axl Rotten

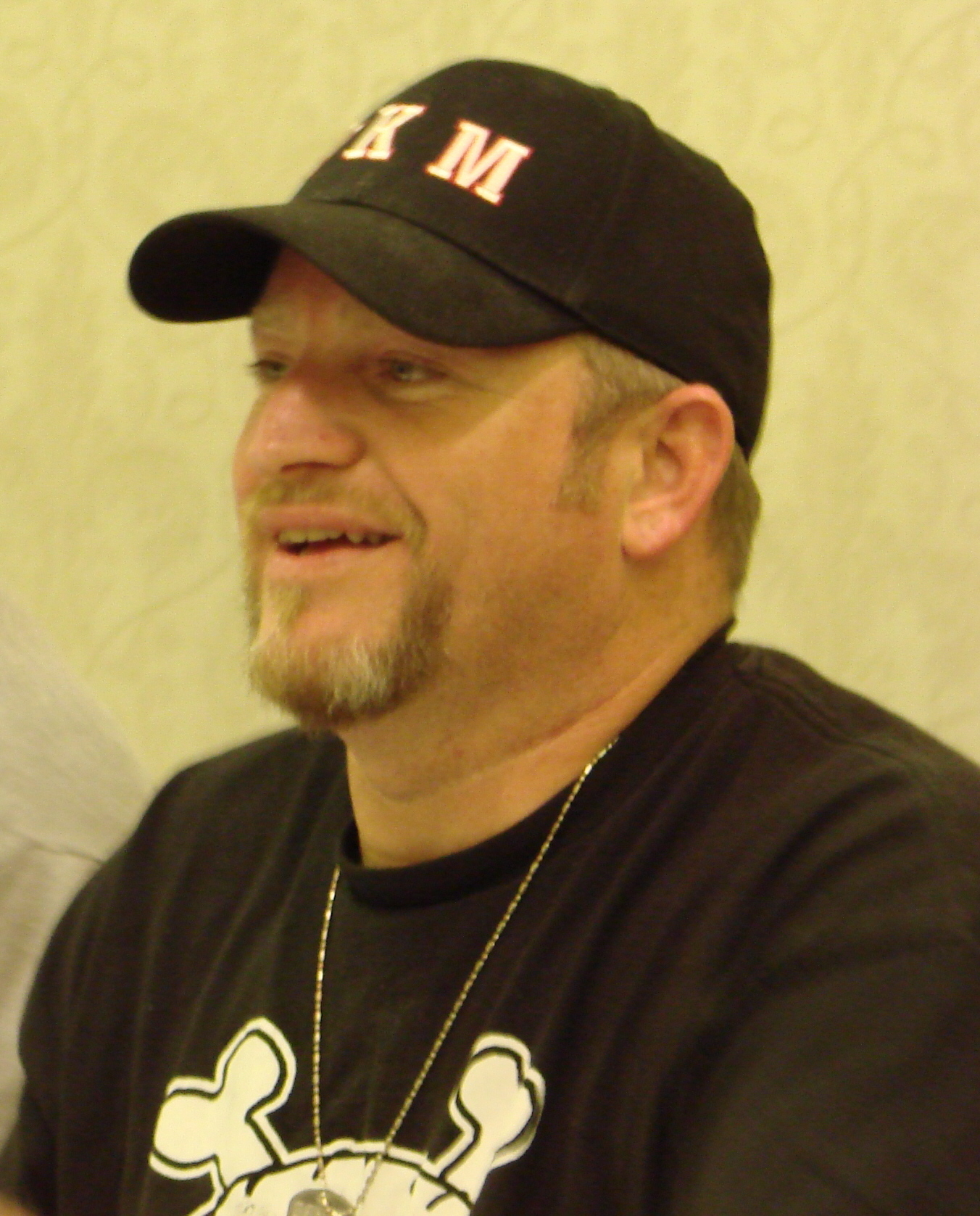
B.G. James

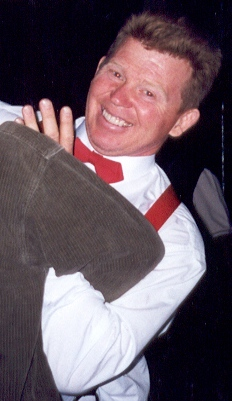
Bob Backlund

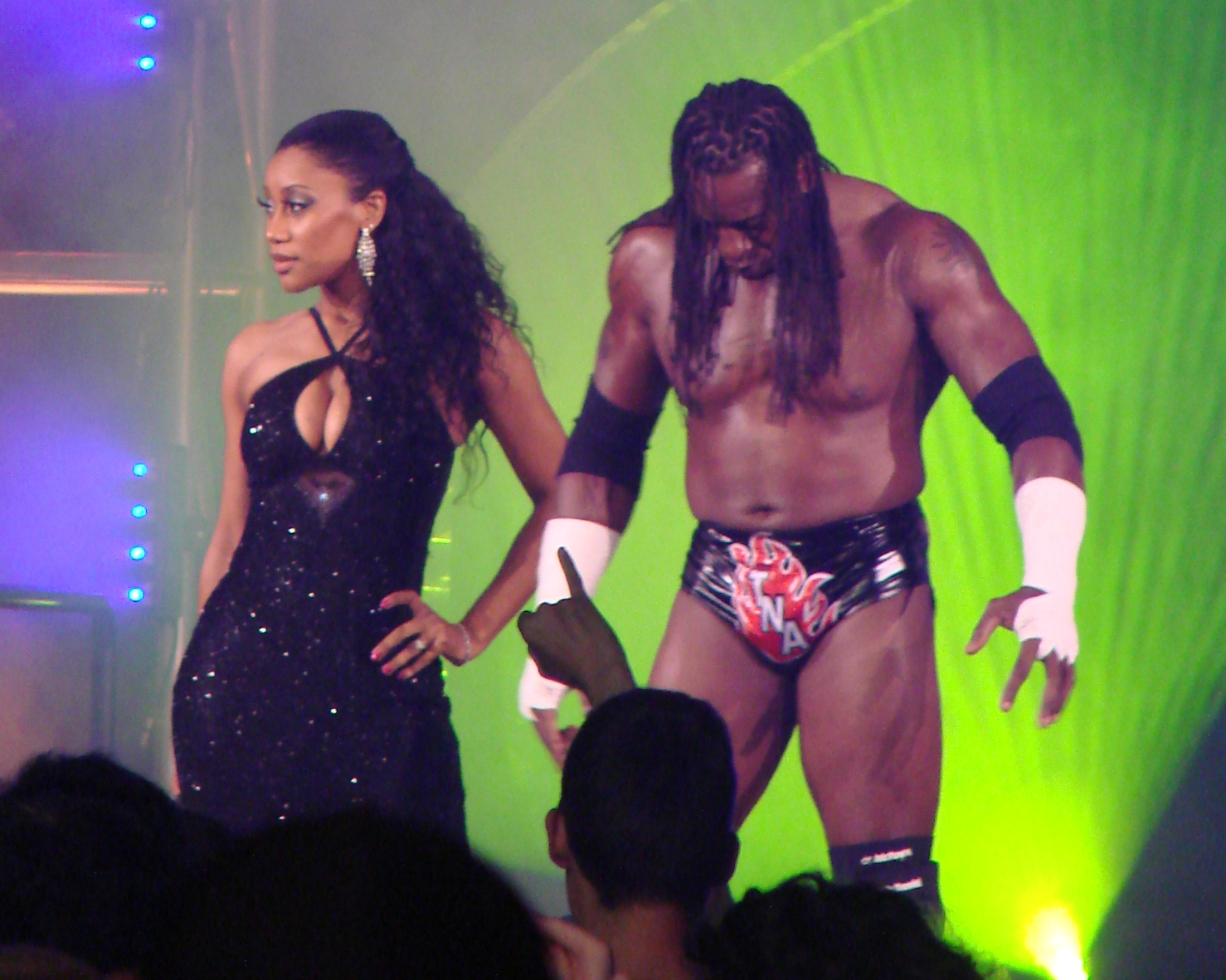
Sharmell Sullivan-Huffman & Booker T

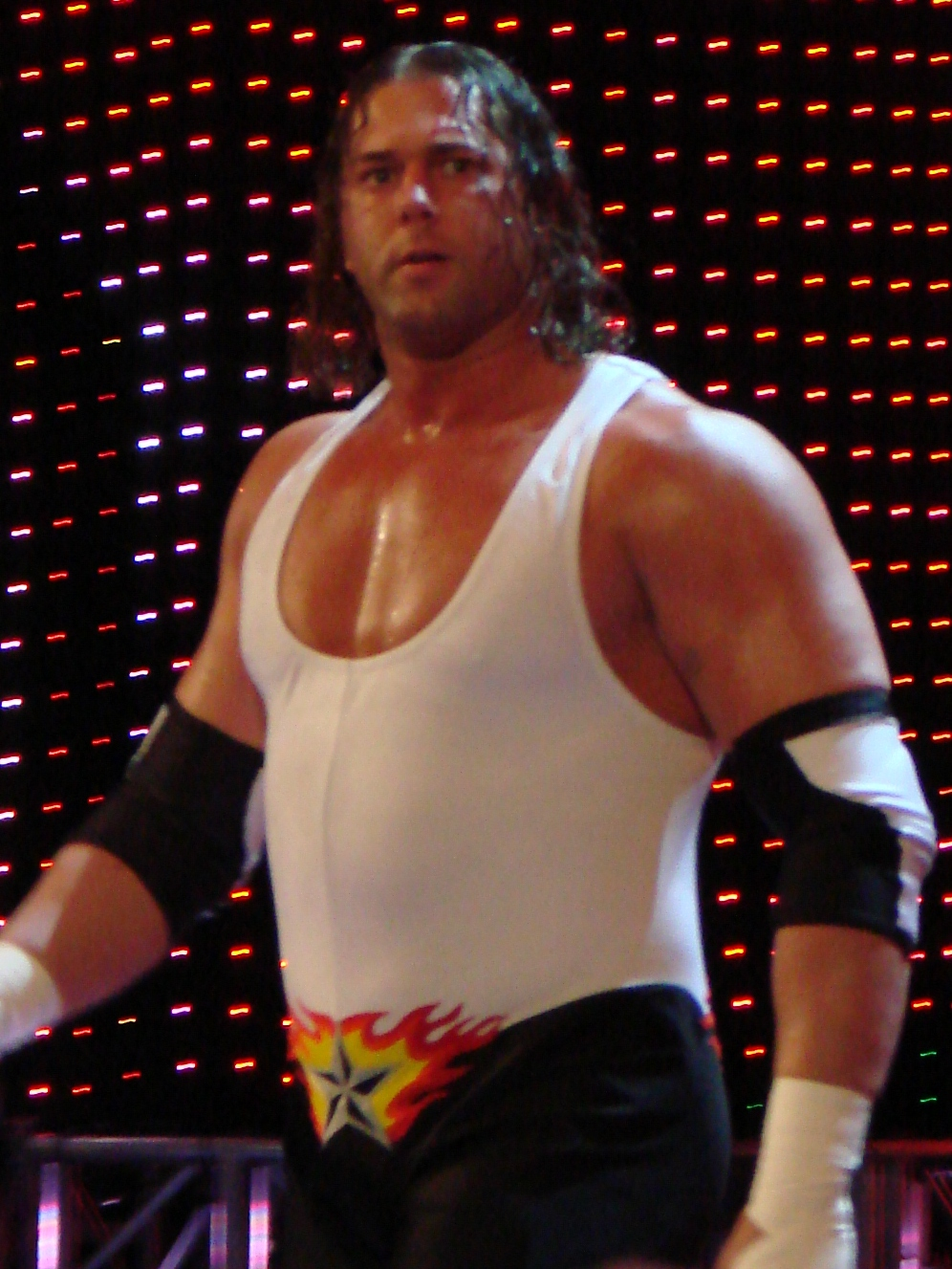
Chris Harris

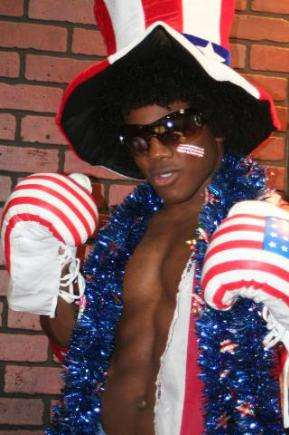
Consequences Creed

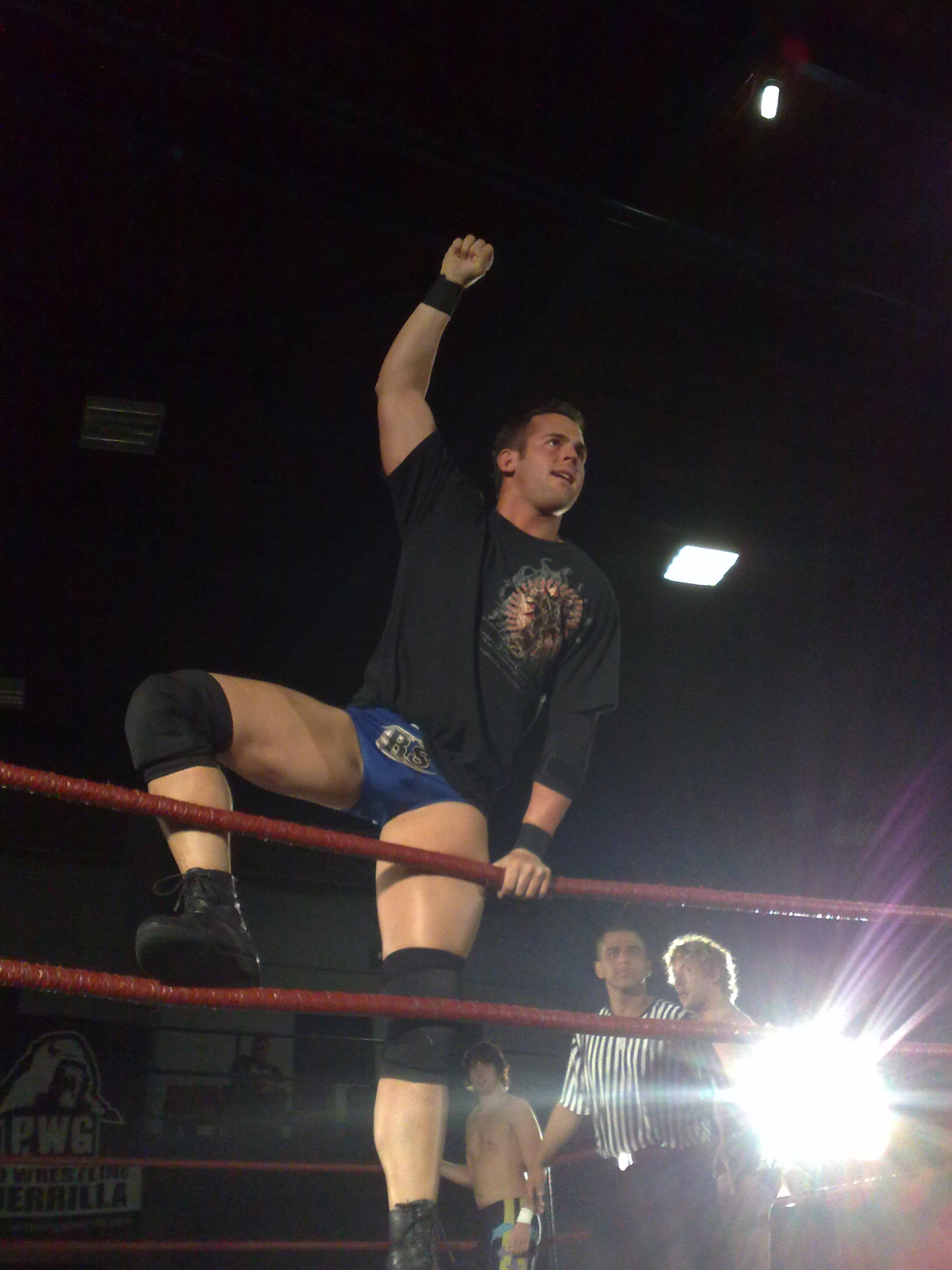
Roderick Strong

Curt Hennig

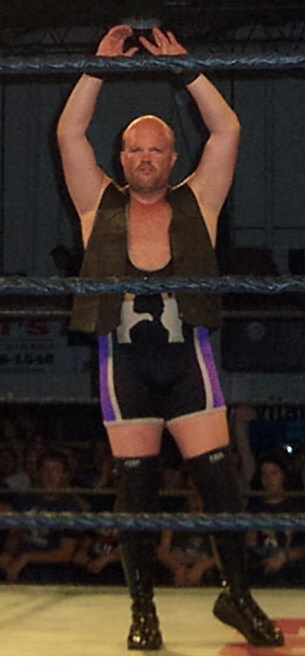
C.W. Anderson

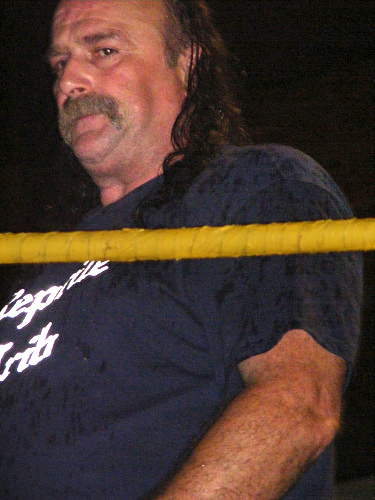
Jake Roberts

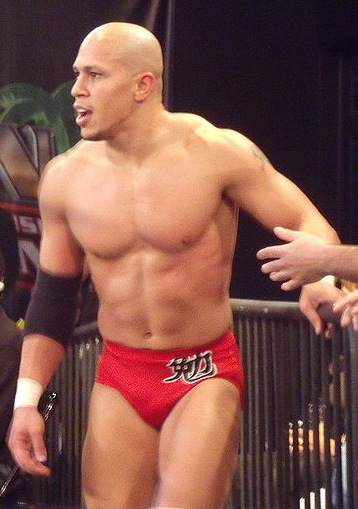
Low Ki/Senshi

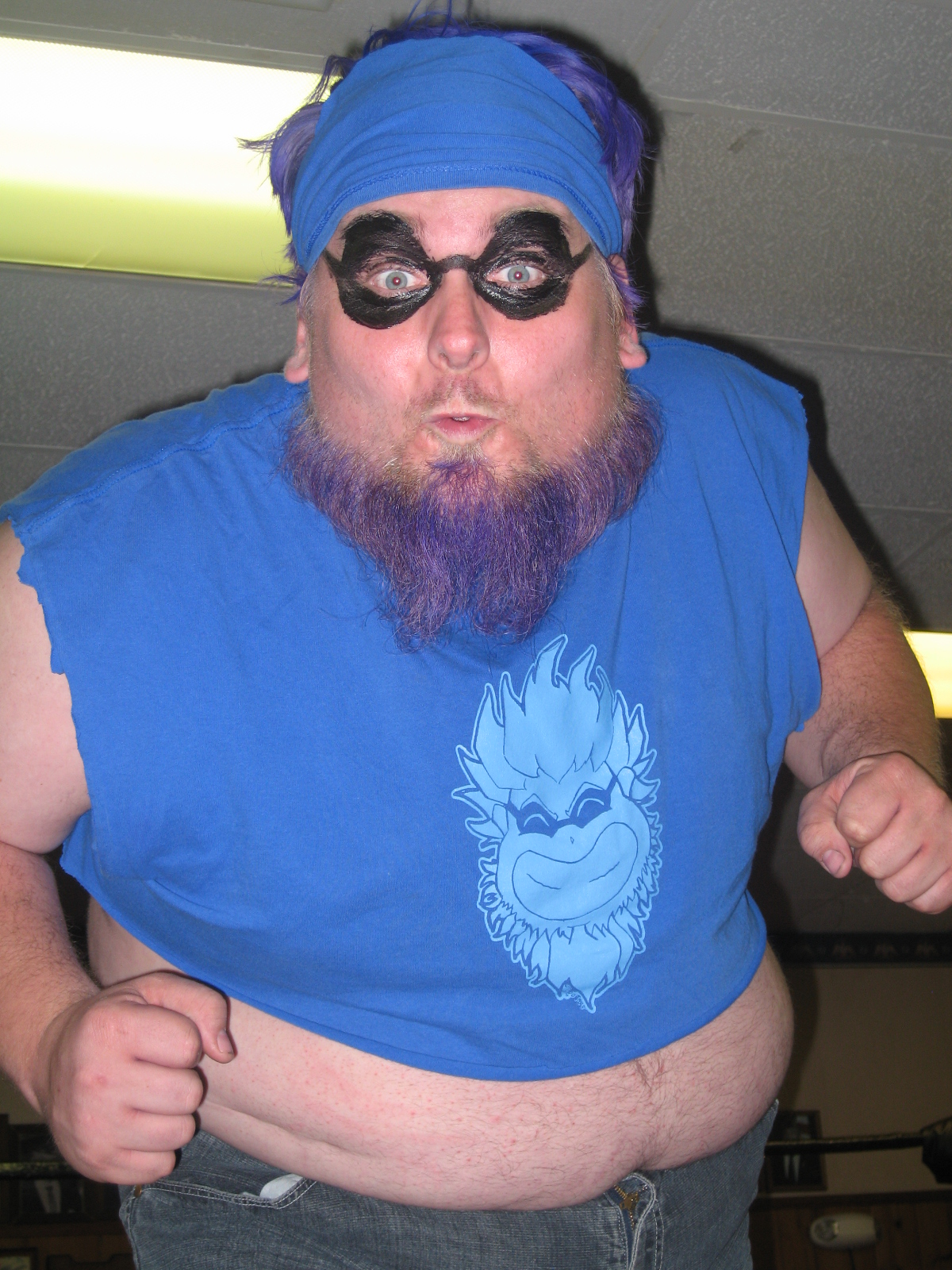
The Blue Meanie

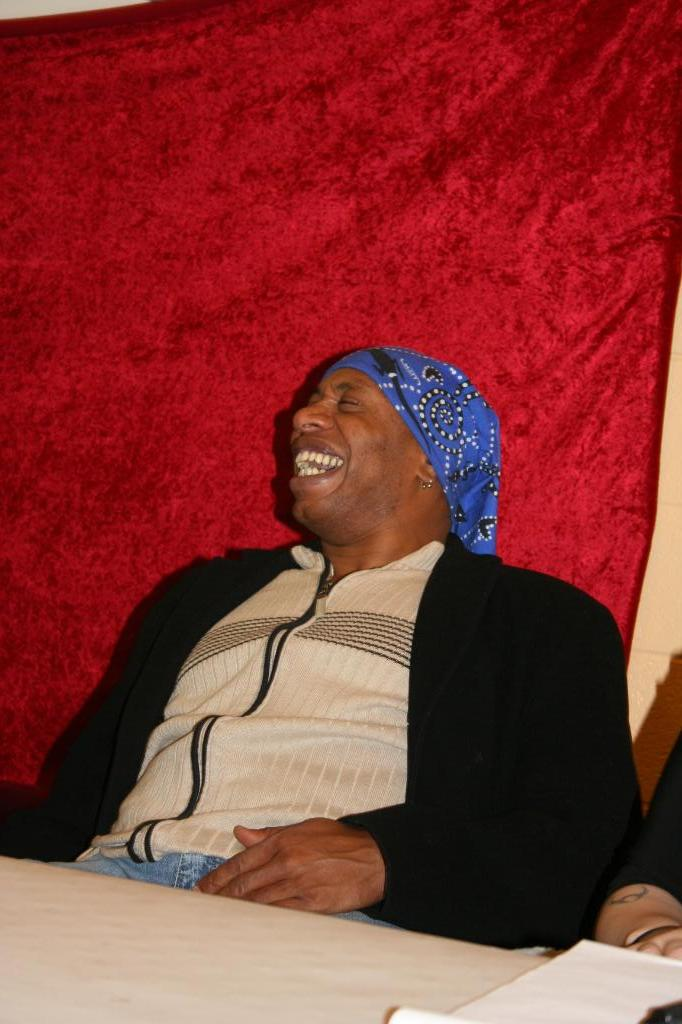
Too Cold Scorpio

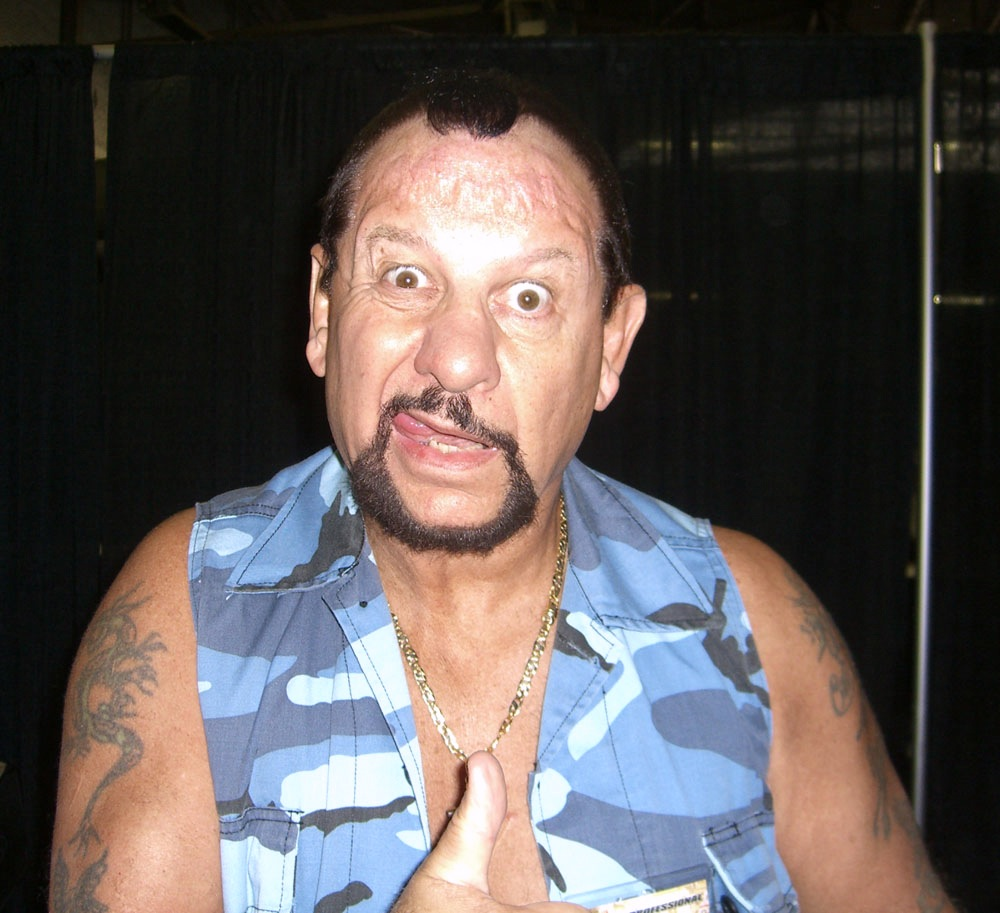
Uncle Leo

| Nome:                | Nome no ringue(s):                      | Passagem(ens):           | Notas:               |
| -------------------- | --------------------------------------- | ------------------------ | -------------------- |
| Desconhecido         | Alex Winters                            | 2002                     |                      |
| Desconhecido         | Andy Gooch                              | 2003                     |                      |
| Desconhecido         | Anthony Ingram                          | 2002                     | [ 3 ]                |
| Desconhecido         | April Pennington                        | 2002 2003                |                      |
| Desconhecido         | Armando Canterus                        | 2004                     |                      |
| Desconhecido         | Armando Contero                         | 2004                     |                      |
| Desconhecido         | Arrick Andrews                          | 2002 2003 2004           | [ 4 ]                |
| Desconhecido         | Ashley Hudson                           | 2003                     |                      |
| Desconhecido         | Athena                                  | 2002–2003                |                      |
| Desconhecido         | Austin Lane                             | 2004                     | [ 4 ]                |
| Desconhecido         | Azreal                                  | 2002                     | [ 5 ]                |
| Desconhecido         | B.A.D.                                  | 2003                     | [ 4 ]                |
| Desconhecido         | The Bald Guy                            | 2007                     |                      |
| Desconhecido         | BellaDonna                              | 2002–2004                |                      |
| Desconhecido         | Big Bully Douglas                       | 2002                     | [ 5 ]                |
| Desconhecido         | Billy McNeil                            | 2003                     | [ 4 ]                |
| Desconhecido         | Bobby Clancy                            | 2004                     |                      |
| Desconhecido         | Brad Hunter                             | 2003                     | [ 4 ]                |
| Desconhecido         | Brad Idol                               | 2010                     |                      |
| Desconhecido         | Brandi Wine                             | 2003                     |                      |
| Desconhecido         | Brendan Thomas                          | 2004                     |                      |
| Desconhecido         | Breyer Wellington                       | 2003 2004                | [ 4 ]                |
| Desconhecido         | Brian Bump                              | 2003                     | [ 4 ]                |
| Desconhecido         | Brigham Beau                            | 2003                     | [ 4 ]                |
| Desconhecido         | Brown-Eyed Girl                         | 2002                     | [ 6 ]                |
| Desconhecido         | Brute Issei                             | 2007                     |                      |
| Desconhecido         | Buckwild                                | 2009                     |                      |
| Desconhecido         | Cameron                                 | 2010                     | [ 7 ]                |
| Desconhecido         | C.B. Cane                               | 2003                     | [ 4 ]                |
| Desconhecido         | Chad Dubbins                            | 2003                     | [ 4 ]                |
| Desconhecido         | Chino Martinez                          | 2003                     | [ 4 ]                |
| Desconhecido         | Chris Divine                            | 2003                     | [ 4 ]                |
| Desconhecido         | Chris Dubbins                           | 2003                     | [ 4 ]                |
| Desconhecido         | Chris Gatling                           | 2002                     | [ 4 ]                |
| Desconhecido         | Chris Stevens                           | 2004                     | [ 4 ]                |
| Desconhecido         | CJ O'Doyle                              | 2012                     |                      |
| Desconhecido         | Cousin Steve                            | 2007                     |                      |
| Desconhecido         | Curt Daniels                            | 2003                     | [ 4 ]                |
| Aaron Lyons          | Lazz                                    | 2003                     |                      |
| Aaron Schlosser      | Ruffy Silverstein                       | 2004                     | [ 4 ]                |
| Allen Jones          | A.J. Styles                             | 2002–2013                |                      |
| Adam Birch           | Joey Matthews                           | 2002 2004                | [ 8 ]                |
| Adam Jones           | Adam "Pacman" Jones                     | 2007, 2013               | [ 9 ]                |
| Adam Meija           | A.M. Vishion                            | 2003                     | [ 4 ]                |
| Adolfo Tapia         | L.A. Park La Parka                      | 2004                     | [ 10 ]               |
| Adrian Ede           | Jayson Cyprus                           | 2011                     |                      |
| A. J. Pierzynski     | A.J. Pierzynski                         | 2005 2007                | [ 11 ]               |
| Akinori Tsukioka     | Kuishinbo Kamen                         | 2004                     |                      |
| Akihito Terui        | Milano Collection A.T.                  | 2008                     |                      |
| Akira Kawabata       | Akira Raijin Akira Kiyoshi Suicide      | 2007 2008–2010           |                      |
| Alan Lamb            | Alan Steel                              | 2003                     |                      |
| Alastair Ralphs      | A-1 Alastair Ralphs                     | 2004–2007                | [ 12 ]               |
| Alex Sherman         | Alex Koslov                             | 2008                     |                      |
| Alexis Pillman†      | Lexi Pillman                            | 2008                     |                      |
| Alexa Thatcher       | Alexa Jade                              | 2007                     |                      |
| Alicia Webb          | Aleesha                                 | 2002                     | [ 13 ]               |
| Alisha Inacio        | Mercedes Steele Mercedes                | 2003 2008                | [ 14 ]               |
| Alison Skipper       | Chelsea                                 | 2009-2010                |                      |
| Allan Funk           | Bruce Queen Bruce                       | 2002                     | [ 15 ]               |
| Amy Janas            | Lorelei                                 | 2009                     | [ 16 ]               |
| Andre Rison          | Andre Rison                             | 2007                     |                      |
| Andres Gonzalez†     | Abismo Negro                            | 2004                     | [ 17 ]               |
| Andrew Martin†       | Andrew Martin                           | 2007                     | [ 18 ]               |
| Andrew Pulido        | Lars Only                               | 2012                     |                      |
| Andrew Santos        | Andy Jaxx                               | 2003                     | [ 4 ]                |
| Andrew Thomas        | Andrew Thomas                           | 2004-2011                |                      |
| Andrew Vassos        | Donovan Morgan                          | 2006                     | [ 4 ]                |
| Andrew Warner        | Scoot Andrews                           | 2002                     |                      |
| Andy Douglas         | Andy Douglas                            | 2003 2004–2007           | [ 19 ]               |
| Kurt Angle           | Kurt Angle                              | 2006–2016                | [ 20 ] [ 21 ] [ 22 ] |
| Angelina Pivarnick   | Angelina Angelina Pivarnick             | 2011                     |                      |
| Anthony Nese         | Anthony Nese Tony Nese                  | 2011-2012                |                      |
| Anthony Salantri     | Tony Stradlin                           | 2002                     |                      |
| Antonio Peña†        | Antonio Peña                            | 2004                     |                      |
| April Hunter         | April Hunter April                      | 2002-2003 2009           | [ 23 ]               |
| Armando Gorbea       | El Diablo                               | 2005                     |                      |
| Arturo Ortiz         | Rey Bucanero                            | 2008                     |                      |
| Aurelian Smith, Jr.  | Jake Roberts                            | 2006 2008                | [ 24 ]               |
| Austin Watson        | Rasheed Lucius Creed Consequences Creed | 2007–2010                | [ 25 ]               |
| Ayako Hamada         | Hamada                                  | 2009-2010                | [ 26 ]               |
| Bert Prentice        | Bert Prentice                           | 2003                     |                      |
| Bill Apter           | Bill Apter                              | 2004                     |                      |
| Bill Behrens         | Bill Behrens                            | 2002–2004                | [ 27 ]               |
| Bill Pierce          | Chris Michaels                          | 2003 2004                | [ 4 ]                |
| B.J. Whitmer         | B.J. Whitmore                           | 2002–2003                | [ 4 ]                |
| Bob Backlund         | Bob Backlund Mr. Backlund               | 2007                     | [ 28 ]               |
| Booker Huffman       | Booker T Black Snow                     | 2007–2009 2010           | [ 29 ]               |
| Bonnie Maxon         | Payton Banks Ms. Payton Banks Rain      | 2007–2008                | [ 30 ]               |
| Brad Bradley         | Brad Bradley Jay Bradley                | 2004 2013–2014           | [ 4 ] [ 31 ]         |
| Brad Cain            | Lodi                                    | 2002                     |                      |
| Brandon Silvestry    | Low Ki Senshi                           | 2002–2004 2006–2008 2011 | [ 32 ]               |
| Brandon Thomas       | Brandon Thomaselli                      | 2006                     |                      |
| Brent Albright       | Vinnie Valentino                        | 2003                     | [ 4 ]                |
| Brian Adams†         | Brian Adams                             | 2004                     |                      |
| Brian Gamble         | Brian Gamble                            | 2003 2004                | [ 4 ]                |
| Brian Girard James   | B.G. James The Bullet                   | 2002–2009 2010           | [ 33 ]               |
| Brian Harris         | Brian Lee                               | 2002–2003                | [ 34 ]               |
| Brian Heffron        | The Blue Meanie                         | 2002                     | [ 35 ]               |
| Brian Kendrick       | Spanky Brian Kendrick                   | 2004, 2010-2012          |                      |
| Brian Knighton       | Axl Rotten                              | 2010                     | [ 36 ]               |
| Brian Lawler         | Brian Lawler Brian Christopher          | 2002–2003                | [ 37 ]               |
| Brian Urlacher       | Brian Urlacher                          | 2004                     |                      |
| Brian Wickens        | Uncle Leo                               | 2007                     |                      |
| Brian Wohl           | Julio Dinero                            | 2003–2004                | [ 38 ]               |
| Brian Yandrisovitz   | Brian Knobs Knobs                       | 2010                     | [ 39 ]               |
| Brigham Doane        | Masada                                  | 2003 2004                | [ 4 ]                |
| Bruce Prichard       | Bruce Prichard                          | 2010–2013                |                      |
| Brooke Hogan         | Brooke Hogan                            | 2012–2013                | [ 40 ]               |
| Bruce Santee         | Agent Steele Bruce Steele               | 2003 2004 2006 2007      | [ 4 ]                |
| Bruno Sassi          | Bruno Sassi Sal Sally Boy               | 2005 2007 2009-2010      |                      |
| Butch Miller         | Bushwhacker Butch                       | 2007                     |                      |
| Caleb Dewall         | Silas Young                             | 2004                     | [ 4 ]                |
| Caprice Coleman      | Caprice Coleman                         | 2003                     | [ 4 ]                |
| Carl Ouellet         | X Pierre Ouellet The Masked X           | 2003 2008                | [ 4 ] [ 41 ] [ 42 ]  |
| Cassidy O'Reilly     | Cassidy Riley Cassidy O'Reilly          | 2002–2006                | [ 43 ]               |
| Cathy Dingman        | Taylor Vaughn                           | 2002                     | [ 44 ]               |
| Chace Dee            | Big Fat Oily Guy                        | 2007                     |                      |
| Chad Collyer         | Chad Collyer                            | 2003–2004                | [ 45 ]               |
| Chad Parham          | Gabriel                                 | 2002 2004                | [ 4 ] [ 5 ]          |
| Charles Ashenoff     | Konnan                                  | 2002–2007                | [ 46 ]               |
| Charles Cardwell     | Naphtali                                | 2007                     |                      |
| Charles Scaggs       | Too Cold Scorpio                        | 2010                     | [ 36 ]               |
| Charles Spencer      | Tony Mamaluke Tony Luke                 | 2002–2003 2010           | [ 4 ] [ 36 ] [ 47 ]  |
| Charles Taylor       | Chaz Taylor                             | 2004                     | [ 4 ]                |
| Chase Stevens        | Chase Stevens                           | 2002–2007                | [ 19 ]               |
| Chasyn Rance         | Chasyn Rance                            | 2004 2007                | [ 4 ]                |
| Chris Chavis         | Tatanka                                 | 2009                     | [ 48 ]               |
| Christopher Daniels  | Daniel Covell                           | 2002-2014                |                      |
| Christopher Candito† | Chris Candido                           | 2005                     | [ 49 ]               |
| Chris Ford           | Tempest Devon Storm                     | 2002                     | [ 27 ]               |
| Chris Gray           | Cody Steele Cody Deaner                 | 2004 2009                | [ 4 ]                |
| Chris Guy            | Ace Steel                               | 2002–2003                | [ 4 ]                |
| Chris Hamrick        | Crimson Dragon                          | 2002                     | [ 50 ]               |
| Chris Harris         | Chris Harris La Parka Sting             | 2002–2008 2010 2011      | [ 51 ]               |
| Chris Klucsarits†    | Chris K.                                | 2005                     | [ 52 ]               |
| Chris Mordetzky      | Chris Mordetzky                         | 2012                     |                      |
| Chris Lindsey        | Roderick Strong                         | 2003 2005–2006 2010      | [ 53 ] [ 54 ]        |
| Chris Scobille       | Jimmy Jacobs                            | 2004 2006                | [ 55 ]               |
| Chris Spradlin       | Chris Hero                              | 2003–2004                | [ 56 ]               |
| Chris Valenzuela     | Don Juan                                | 2003                     |                      |
| Chris Vaughn         | Chris Vaughn                            | 2003 2004                | [ 4 ]                |
| Chris Wright         | C.W. Anderson                           | 2004 2010                | [ 36 ]               |
| Christina Crawford   | Christina Crawford                      | 2012                     |                      |
| Christina Kardooni   | Toxxin                                  | 2010 2011                |                      |
| Christopher Kindred  | Kobain                                  | 2002–2003                |                      |
| Chyna                | Chyna                                   | 2011                     |                      |
| Colby Lopez          | Tyler Black                             | 2006                     | [ 57 ]               |
| Cliff Compton        | Cliff Compton                           | 2003 2012                | [ 4 ]                |
| Craig Cohn           | Craig Classic                           | 2005–2006                |                      |
| Craig Williams       | Human Tornado                           | 2006                     |                      |
| Conrad Kennedy III   | Conrad Kennedy III                      | 2004                     | [ 4 ]                |
| Crystal Louthan      | Crystal                                 | 2007–2008                |                      |
| Curt Hennig†         | Curt Hennig Mr. Perfect                 | 2002–2003                | [ 58 ]               |
| Cynthia Lynch        | Bobcat                                  | 2002                     | [ 59 ]               |

† Indica que o empregado é falecido.